# Highly Charged Ion
Ein Highly Charged Ion (HCI, hoch geladenes Ion) ist ein Atom, das viele Elektronen verloren hat und daher eine hohe positive elektrische Ladung aufweist. 
Die maximal erreichbare positive Ladung ist dabei die des „nackten“ Atomkerns, also die Anzahl der Protonen im Atomkern. Zum Beispiel kann ein Eisenatom (chemisches Symbol Fe), dessen Kern 26 Protonen enthält, bei Temperaturen von ungefähr 1 Million Grad in der Sonnenkorona 13 Elektronen abgeben und als 13-fach positiv geladenes {\displaystyle (\mathrm {Fe} ^{13{}+})} Ion auftreten. Bei Sonneneruptionen können wegen der viel höheren Temperatur sogar {\displaystyle (\mathrm {Fe} ^{23{}+})}-Ionen vorkommen. 
Ionen, an denen noch ein einziges Elektron gebunden ist, nennt man wasserstoffartig, nach dem Element Wasserstoff, das im neutralen Zustand nur ein Elektron besitzt; analog bezeichnet man als heliumartig, lithiumartig usw. (nach den Elementen Helium, Lithium, die im neutralen Zustand zwei bzw. drei Elektronen besitzen) diejenigen, die noch zwei bzw. drei Elektronen haben.
Die Anzahl der gebundenen Elektronen bestimmt die Grundstrukturen des Emissionsspektrums dieser Ionen, die sich daher in isoelektronischen Reihen klassifizieren lassen. Innerhalb einer solchen isoelektronischen Reihe werden die Emissionslinien des Spektrums mit zunehmender positiver Ladung des Ions zwar immer kurzwelliger, d. h. energiereicher, ihre Anzahl und relative Anordnung bleiben jedoch weitgehend unverändert.
Auf Grund ihrer Emissionslinien erlauben hochgeladene Ionen die Analyse der chemischen Zusammensetzung, Temperatur und Dichte von extrem heißen Plasmen in der Astrophysik mittels Teleskopen und Spektrographen, siehe Plasmadiagnostik. Ähnliche Verfahren verwendet man zur Untersuchung der magnetisch eingeschlossenen Plasmen in der Kernfusionsforschung. Eine weitere Anwendung finden hochgeladene Ionen als Lichtquelle für extrem ultraviolett Lithographie.
Im Labor ist die Untersuchung von hochgeladenen Ionen mittels Schwerionenbeschleunigern sowie des Electron Beam Ion Traps möglich.